# Antalya Arena
L'Antalya Arena è uno stadio multiuso della Turchia situato nella città di Adalia. Viene utilizzato soprattutto per il calcio e ospita le partite casalinghe dell'Antalyaspor. Ha una capacità di 32 539 posti tutti coperti e a sedere.